# Impero Magadha
Magadha (मगध) fu un antico regno indiano situato nella pianura gangetica, di cui si ha traccia fin dal VII secolo a.C..
Era uno dei 16 Stati chiamati Mahajanapada che sorgevano nell'India settentrionale nel VI secolo a.C. e che grazie a una serie di abili sovrani riuscì ad emergere e a diventare egemone.
Fu successivamente governato dalle dinastie Shishunaga (ca 642-425 a.C.), Nanda (ca 425-325 a.C.), Maurya (ca 325-184 a.C.) e Sunga (ca 184-175 a.C.) e dopo alcuni secoli di dominio straniero e divisione politica fu riunificato dalla dinastia Gupta (secoli IV-V d.C.). 
La capitale del regno, Pataliputra, fu per vari secoli il centro urbano più importante dell'India settentrionale.

## Geografia
Il regno del Magadha corrispondeva approssimativamente ai moderni distretti di Patna e di Gaya in Bihar del sud ed alle zone del Bengala nell'est. Era limitato a nord dal fiume Gange, a est dal fiume Champa, a sud dalle montagne del Vindhya e a ovest dal fiume Son. Dal tempo del Buddha in poi in questa zona si include anche la zona di Anga.

## Storia
Ci sono solo scarse informazioni riguardanti i primi governi che si stesero sella regione del Magadha. Le più importanti fonti disponibili sono le Cronache Buddhiste dello Sri Lanka, i Purāṇa, e una serie di altri testi giainisti e buddhisti. Sulla base di queste fonti sembrerebbe che il Magadha sia stato governato per circa 200 anni da una serie di dinastie (tra cui una delle principali fu la dinastia Shishunaga), dal 550 a.C. al 350 a.C.
Il Re Bimbisāra (545-493 a.C.) della dinastia Hariyanka, fondatore del primo impero Magadha, fu tra i principali sovrani e condusse una politica espansionistica, conquistando Anga in quello che è oggi il Bengala Occidentale.
La dinastia Shishunaga venne rovesciata nel 424 a.C. da Ugrasena Mahāpadma Nanda, il primo dei cosiddetti nove Nanda (Nava Nanda).
Nel 326 a.C., l'esercito macedone di Alessandro Magno arriva fino ai confini dell'Impero Magadha. L'esercito macedone però, stremato e spaventato dalla prospettiva di affrontare un altro grande esercito indiano presso il fiume Gange, si ammutina e si rifiuta di marciare ulteriormente verso oriente. Alessandro si convince ad arrestare il suo cammino e devia verso sud, aprendosi la strada verso l'Oceano Indiano.
Successivamente il Magadha fu sede della potente dinastia Maurya, fondata da Chandragupta, che estese i propri domini su buona parte dell'Asia meridionale grazie soprattutto all'imperatore Asoka. La capitale dell'Impero Maurya, Pataliputra (la moderna Patna), inizialmente era soltanto una fortezza del Magadha. Chandragupta distrusse la dinastia Nanda intorno al 321 a.C., e divenne il primo sovrano del grande Impero Maurya.

## Re del Magadha
Dinastia Brihadratha 
Sovrani Semi-leggendari secondo i Purāṇa.
- Brihadratha
- Jarasandha
- Sahadeva
- Somapi (1678-1618 a.C.)
- Srutasravas (1618-1551 a.C.)
- Ayutayus (1551-1515 a.C.)
- Niramitra (1515-1415 a.C.)
- Sukshatra (1415-1407 a.C.)
- Brihatkarman (1407-1384 a.C.)
- Senajit (1384-1361 a.C.)
- Srutanjaya (1361-1321 a.C.)
- Vipra (1321-1296 a.C.)
- Suchi (1296-1238 a.C.)
- Kshemya (1238-1210 a.C.)
- Subrata (1210-1150 a.C.)
- Dharma (1150-1145 a.C.)
- Susuma (1145-1107 a.C.)
- Dridhasena (1107-1059 a.C.)
- Sumati (1059-1026 a.C.)
- Subhala (1026-1004 a.C.)
- Sunita (1004-964 a.C.)
- Satyajit (964-884 a.C.)
- Biswajit (884-849 a.C.)
- Ripunjaya (849-799 a.C.)

 Dinastia Pradyota 
Governò tra il 799 e il 684 a.C. secondo le stime del Vāyu Purāṇa.
- Pradyota
- Palaka
- Visakhayupa
- Ajaka
- Varttivarddhana

 Dinastia Haryanaka (545 a.C.-346 a.C.) 

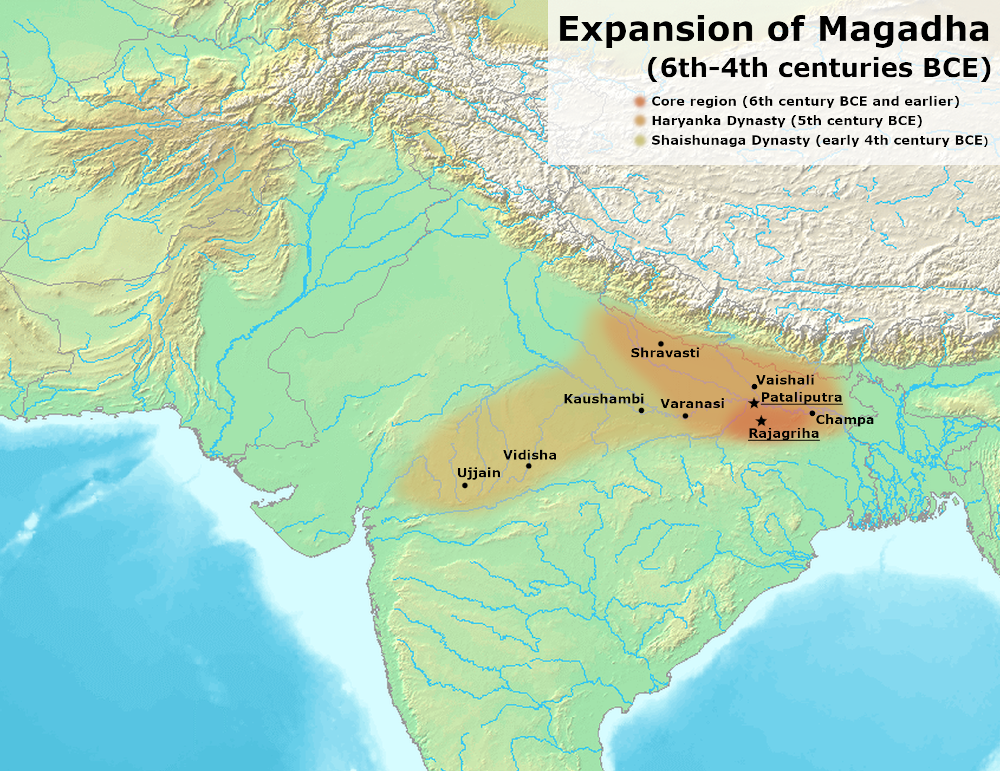
Estensione del regno di Magadha fra il VI e il IV secolo a.C.

- Bimbisāra (545-493 a.C.), fondatore del primo impero del Magadha[1][2]
- Ajātaśātru (493-461 a.C.)
- Darshaka (dal 461 a.C.)
- Udayin

 Dinastia Shishunaga (430-364 a.C.) 
- Shishunaga (430 a.C.)
- Kakavarna (394-364 a.C.)
- Kshemadharman (618-582 a.C.)
- Kshatraujas (582-558 a.C.)
- Nandivardhana
- Mahanandin (fino al 424 a.C.), l'impero viene ereditato dal suo figlio illegittimo Mahapadma Nanda

 Dinastia Nanda (424-321 a.C.) 
- Mahapadma Nanda (dal 424 a.C.), figlio illegittimo di Mahanandin, fondatore della dinastia Nanda dopo aver ereditato l'impero dal padre.
- Pandhuka
- Panghupati
- Bhutapala
- Rashtrapala
- Govishanaka
- Dashasidkhaka
- Kaivarta
- Dhana (Agrammes, Xandrammes) (fino al 321 a.C.), perse l'impero a favore di Chandragupta Maurya dopo essere stato sconfitto.

 Dinastia Maurya (321-184 a.C.) 
- Chandragupta Maurya (Sandrakottos nelle fonti greche) (321-301 a.C.), fondatore dell'Impero Maurya dopo aver sconfitto l'Impero Nanda e i macedoni
- Bindusara Amitraghata (301-273 a.C.)
- Aśoka Vardhana (273-232 a.C.), considerato il più grande imperatore dell'India antica, primo imperatore a unificare il subcontinente (dopo aver conquistato gran parte del Sud del paese e l'Afghanistan), adottò il Buddhismo, e promuovendo la non violenza (dopo un'ascesa bagnata nel sangue)
- Dasaratha Maurya (232-224 a.C.)
- Samprati (224-215 a.C.)
- Salisuka (215-202 a.C.)
- Devavarman (202-195 a.C.)
- Satadhanvan (195-187 a.C.)
- Brhadrata (187-184 a.C.), assassinato da Pusyamitra Sunga

 Dinastia Shunga (185-73 a.C.) 
- Pusyamitra Shunga (185-149 a.C.), fondatore della dinastia dopo aver assassinato Brhadrata
- Agnimitra (149-141 a.C.), figlio e successore di Pusyamitra
- Vasujyeshtha (141-131 a.C.)
- Vasumitra (131-124 a.C.)
- Andhraka (124-122 a.C.)
- Pulindaka (122-119 a.C.)
- Ghosha
- Vajramitra
- Bhagabhadra, nominata nei Purāṇa
- Devabhuti (83-73 a.C.), ultimo re Sunga

 Dinastia Kanva (73-26 a.C.) 
- Vasudeva (dal 73 a.C.)
- Successori di Vasudeva (fino al 26 a.C.)

L'impero viene infine portato in dote da una principessa Lichchhavi al consorte Chandragupta I (305-335), fondatore dell'Impero Gupta